# Avex trax
avex trax（日語：エイベックス トラックス）是日本愛貝克思集團屬下的一間唱片公司，成立於1990年，是愛貝克思的首間唱片公司。名字的trax取自tracks（音軌）。

## 歷史
松浦勝人在日本以外的國家協助發行錄音室專輯後兩年，他與愛貝克思創辦人依田巽等人決定成立新的唱片廠牌與日本古倫美亞、日本索尼音樂娛樂和環球唱片等經驗較多的公司競爭，Avex Trax因此誕生。
Avex Trax的首位簽約藝人是樂團TRF，由於他們發展成功，使Avex Trax搖身一變成為藝人的收容所，其中包括一些與舊東家結束合約的藝人（例：安室奈美惠、濱崎步）、希望更換唱片公司的藝人（例：Gackt）。

## 概略
現在為愛貝克思目前藝人人數最多的音樂廠牌。
規格編號CD為「AVCD」開頭、DVD為「AVBD」開頭、Blu-ray Disc為「AVXD」開頭，以此作為編號標準。

## 藝人

### 現在或曾經所屬主要藝人

#### 以五十音排序
- 安室奈美惠（日本EMI音樂移籍至此）（已退出）
- 大島麻衣
- 大塚愛
- 大森靖子
- 乙三
- 上木彩矢（GIZA studio移籍至此）
- 氣志團（日本EMI音樂移籍至此）
- 北乃紀伊
- 金亨俊（SS501）
- 黒夢
- 倖田來未
- 後藤真希（PICCOLO TOWN→rhythm zone移籍至此）
- 紗羅マリー
- 島谷瞳
- シン・スンフン
- 鈴木亞美（日本索尼音樂娛樂移籍至此）
- スティーヴィー・ホアン
- ストロボ
- 瀧與翼（已解散）
  - 瀧澤秀明（已退出）
  - 今井翼（已退出）
- 超心動♡宣傳部
- 東京女子流
- 東方神起（rhythm zone移籍至此）[2]
- 所喬治（佳音唱片（現：波麗佳音）→Epic Records（現：Epic Records Japan Inc.）→VAPより移籍）
- 初音（奥村初音）
- 濱崎步
- 玉木宏

#### 英文字母排序
- AAA
- alan
- BiSH
  - AiNA THE END
- BoA[2]
- Da-iCE
- DiVA
- Do As Infinity
  - 伴都美子
- Dorothy Little Happy
- Droog
- Dream5
- EMPiRE
- Every Little Thing
  - 持田香織
  - 伊藤一朗
- FPM（Fantastic Plastic Machine）
- GIRL NEXT DOOR
- Honey L Days
- INTERSECTION
- JURIAN BEAT CRISIS（川上ジュリア）
- Kis-My-Ft2
- lol
- May J.
- m.c.A・T
- misono（day after tomorrow）
- moumoon
- @onefive
- ROOT FIVE（即√5，譯：根號五）
- SKE48（日本クラウン移籍至此）
- SHU-I
- Snow Man
- SOULHEAD
- Super Junior[2]
- the pillows
- Tourbillon
- TRF
- teranoid&MCnatsack
- U-KISS
- V6（已解散）
  - 20th Century
  - Coming Century（已解散）

### 過去所屬主要藝人
- 彩虹章魚燒（日语：たこやきレインボー）（2022年3月31日解散）

## 外部連結
- （日語）Avex Trax官方網站（页面存档备份，存于）
- （日語） 愛貝克思官方網站（页面存档备份，存于）
- （英文）Avex trax在動畫新聞網百科全書中的資料（英文）
- 互联网电影数据库上Avex trax的资料（英文）